# Love Me (제리 리버와 마이크 스톨러의 노래)
〈Love Me〉는 제리 리버와 마이크 스톨러가 작곡한 감성곡으로, 1956년 엘비스 프레슬리가 유행시켰다.
컨트리 및 웨스턴 음악의 풍자 형태로 구상, R&B 듀오 윌리 앤 더 러스가 1954년 첫 녹음한다(Spark 105). 8월 14일 《빌보드》에 게재된 평론으로 주목을 얻었다. 윌리 헤든은 허니 베어스의 리드 싱어였고 러스는 다른 그룹 멤버의 부인이었다. 이 음반은 같은 해에 수많은 커버 버전이 제작되었다. 조지 깁슨, 코니 러셀, 빌리 엑스타인, 케이 브라운, 더 포 에스콧, 더 빌리 윌리엄스 쿼르텟, 더 우드사이드 시스터스 앤 드마르코 시스터스 등이 녹음했으며 1955년 1월 《지미 로저스 쇼》에서 등장한 곡이었다. 업계에서 호평받은 음반들이었지만 매상은 시원찮았다.
엘비스 프레슬리 버전은 1956년 9월 1일 녹음되었다. 10월 19일 발매되는 두 번째 정규음반 《Elvis》 (RCA Victor, LPM-1382)에 취입됐다. EP 《Elvis Vol. 1》(RCA Victor, EPA-992)으로도 발매되었다. 엘비스의 미싱글곡으로서는 처음으로 미국의 빌보드 톱 100 2위까지 기어올라갔다. R&B 차트에서는 7위. 엘비스의 곡 〈Love Me Tender〉과 혼돈을 피하기 위해 싱글로 발매되지 않았다. 1956년 10월 28일 《에드 설리번 쇼》에서 불렀고 1968년 《컴백 스페셜》에서 불렀다. 그리고 1977년 6월의 마지막 순회공연을 비롯한 70년대 공연에서도 공연되었다.
엘비스 이후로 자니 버네트, 데이비스 다니엘, 더 리틀 윌리스, 빌리 "크래시" 크래덕, 조지 가르시아 등속이 녹음했다.